# Fauces

Rozplanowanie pomieszczeń w rzymskim domu z zaznaczeniem fauces

Fauces (łac. dosł. szyja, przesmyk) – wejście do indywidualnego domu mieszkalnego (domus) w starożytnym Rzymie albo sień korytarzowa z wejściem, prowadząca do głównego pomieszczenia.
Na ogół otwarte na atrium, niekiedy zamykane kratą, zapewniało dostęp wprost z ulicy względnie pośrednio przez przedsionek (vestibulum). Po bokach mogły być usytuowane wynajmowane kramy, niedostępne od strony pomieszczeń domowych. Przykłady tego przejścia znaleźć można w domach w pompejańskich z II i I wieku p.n.e. lub w domach perystylowych z tego samego okresu.